# 鳥飼玖美子
鳥飼 玖美子（とりかい くみこ、本名：町田 玖美子、1946年3月21日 - ）は、日本の通訳者・英語教育学者・通訳学者。立教大学名誉教授。
大学在学時から同時通訳者として活動し、23歳でアポロ11号の月面着陸の生中継（NETテレビ）、24歳で大阪万博期間中の特別番組（NHK総合、全21回）を担当するなど、若くして数々の大舞台を踏んだことで広く知られる。のちに研究者に転身、英語教育や通訳学、異文化コミュニケーションを専門として積極的に発言を続ける。NHKの英語講座をはじめ、メディア出演も多い。

## 来歴
東京都港区赤坂檜町5番地に生まれ育つ。父は海軍主計少佐で、母はシンガポールで数年間を過ごした帰国子女だった。中之町幼稚園を経て、檜町小学校に入学。3年次から母親の母校である東洋英和女学院小学部に編入した。
小学2年生のころ、近くに住んでいた米国人家庭（父親が軍人）の少女と遊びたくなったが、ことばが通じないので、お互いに見つめあうだけだった。鳥飼は、英語での名前の聞きかたを自分の母親に問い、翌日また少女のもとへ出かけ、"What's your name?" と話しかけた。その少女ベッキーとは、一家が相模原に転居した後に泊まり込みで遊びに行くほど親しい関係となった。ベッキーとはほぼ会話なしで遊んでおり、彼女が帰国してからは交流が途絶えたが、その楽しかった想い出が英語に触れた原体験となった。
東洋英和女学院高等部1年時、月刊誌『百万人の英語』の記事をきっかけに留学に関心を持ち、父親から高校生対象の留学プログラムがあるらしいと聞かされたこともあり、本格的に英語学習を始める。近所の米国聖公会の宣教師フレッド・ハナマン宅で開かれていた英語を話す会に毎週通い、大学生や社会人に交じって津田英語会の最上位クラスに週3回通った。AFS留学試験に1度落ちたが、翌年、2回目で合格した。1963年、AFS10期生としてニュージャージー州に10か月間留学した。
留学中にスペイン語に親しむ機会があったことから、1965年、上智大学外国語学部イスパニア語学科に入学した。同年、英検1級に最優秀で合格した。通訳案内業試験にも合格したが、ガイド業には適性がないことを自覚したという。

## 同時通訳
イスパニア語学科に入学し、スペイン語の習得に追われるなかで、英語を話す能力が落ちていることに気づき、危機感を抱く。1966年、国際会議のアルバイトを始めたところ、会議の場で行われている同時通訳に関心を持ち、前年に設立された国際会議運営会社アイ・エス・エスの訓練生となった。自らが習得した英語がアメリカの高校生のような英語であることを指摘され、語彙も含め、アメリカでもイギリスでもない中庸の「大人の英語」を強く意識して取り組むようになる。
同年11月、国際青年会議所会議で同時通訳者としての活動を開始した。最初のメディア出演は木島則夫モーニングショーで、準レギュラー格として頻繁に登場し、司会者が奈良和になるころまで出演した。
1969年3月、上智大学を卒業した。1969年7月、アポロ11号の月面着陸の際には、ミスター同時通訳・村松増美とともに生中継（NETテレビ、現在のテレビ朝日）を担当した。1970年4月からは大阪万博期間中に毎週火曜日20時から放送された「万国博アワー」（NHK総合）のサブ司会者兼通訳者を務め、ギャラクシー賞第13回期間選奨を個人で受ける。1971年、『こんにちわ鳥飼玖美子です』を出版し、さらに衆目を集めた。1971年4月からラジオ番組「百万人の英語」の講師を務め、1992年9月の番組終了まで21年間にわたって出演した。
1973年3月、数学者（当時、東京大学理学系研究科修士課程院生）の町田元（）と結婚。結婚後も「鳥飼玖美子」名で活動を続けた。子育てのため仕事量を徐々に減らしつつ、同時通訳には1986年ごろまで携わった。

## 英語教育
1987年、2年後に開学することになった東洋英和女学院大学から英語教員の打診を受ける。同年、東京で開講したコロンビア大学大学院の修士課程（英語教授法）に入学した。1989年、東洋英和女学院大学人文学部に専任講師として迎えられる。1990年10月、コロンビア大学大学院修士課程を修了した。1993年に東洋英和女学院大学助教授、1995年に社会学部に移籍し、1997年に教授に就任した。学生の将来の目標につながる英語の授業、自分らしい英語の習得に費やす単位数を課題とした。
1997年、立教大学から招聘され、大学教育研究部英語科教授となる。翌年、同観光学部観光学科に転じると、英語学習と実業の世界の橋渡しを考え、大きく変化する観光業や国際機関を取り巻く社会の変化の展望を示してきた。
1998年からNHKの英語番組に継続して出演するようになる。2009年4月から2018年3月まで、NHK教育（Eテレ）「ニュースで英会話」の監修・講師を務めた。2018年4月から2020年3月まで、NHK教育「世界へ発信!SNS英語術」に出演した。2020年春の改編をもって22年間続いたNHK英語番組へのレギュラー出演が途絶えたが、後継番組「世界にいいね!つぶやき英語」に数回出演した。1年後、2021年4月から後継番組「太田光のつぶやき英語」に解説役としてレギュラー出演が復活した。

### 早期の英語教育
日本の英語業界の現状に寄せる批判は厳しく、著書『TOEFL・TOEICと日本人の英語力』ほかで論じてきた。文部省が2002年度夏に「英語を使える日本人を育成するための戦略構想」を発表して小学校の英語教育をとりあげると、著書『危うし！ 小学校英語』で日本における早期英語教育に強い懸念を表明し、その立場は変わっていない。
21世紀の世界はグローバル化することを理由として外国語教育で英語を中心にすえること、日本で広まる英語中心のコミュニケーションとは英語を単なる道具として使いこなせばよいとする考え方に一石を投じ、多くの民族と文化から成り立つ社会を比べる視点から、EU が全加盟国の言語を公用語として用いることと会議のたびに通訳者・翻訳者を入れる意義ならびに背景にある理念を紹介。言語が人の「権利」であり、また「権力」として働くことを認めるなら、ある人の母語を公の場で使えなくするとは権利を奪うことではないかと問いかけた。

### 入学試験への民間試験の導入とスピーキングテスト
大学の入学試験に民間試験を導入しようとする文部科学省の動きに警鐘を鳴らしてきた。
東京都教育委員会が都立高校入試に用いるために2022年11月に実施を決めている｢中学校英語スピーキングテスト｣（ESAT-J）については、あまりに問題が多いことから「不公平な入学者選抜が行われる可能性が高い」ため「強行突破は踏みとどまるべき」として、反対の論陣を張っている。

## 通訳学
通訳者が要請に応えて十分に働くために専門教育が重要であり英語教育のひとつの分野を当てて育てる存在と唱えている。
言葉の使い手が生まれ育った文化の特徴をそぎ落とすことが英語を含む外国語の教育に可能か、欠かせないものか、英語教育の視点から問い続けてきた。
2003年、戦後の同時通訳者のパイオニアたちにインタビューを始め、そのオーラルヒストリーを博士論文にできないかと考えた。2004年、大学教授として多忙ななかでも学位取得が可能な英国サウサンプトン大学人文学研究科の博士課程に入学。2007年6月、61歳にして通訳学のPh.D.を取得した。同年、英語の博士論文を日本の読者向けに書き改めた『通訳者と戦後日米外交』を発刊した。

## 異文化コミュニケーション
2006年、立教大学経営学部国際経営学科教授、2008年からは異文化コミュニケーション学部異文化コミュニケーション学科の教授を務め、母語に備わった文化の要素を認めないまま外国語を使おうとしても、「外国語」を母語とする聞き手には話し手の「異文化の理解」はともなわず、意思が通じにくいこともあると重ねて指摘した。2011年、教授を退任し、同大学大学院独立研究科異文化コミュニケーション研究科特任教授となる。
外国語教育を考えるとき、世界で活躍する人材のためには、英語に限らず外国語を学び身につけさせる教育のあり方と、異なる文化を備えたもの同士が意思を通じさせるには「壁」があると意識することを論じている。

## 近況
2015年3月、立教大学特任教授を退任した。同年4月、国際教養学部が新設された順天堂大学の客員教授・評議員となるが、翌2016年3月に退任した。2012年4月から2016年3月まで国立国語研究所客員教授を兼任した。
2021年現在、中京大学言語文化学科客員教授、昭和女子大学国際学部客員教授、盛岡大学客員教授を務める。
1998年からNHKの英語番組に継続して出演しており（2020年度を除く）、2022年現在、NHK教育「太田光のつぶやき英語」に解説役としてレギュラー出演する。

## エピソード
学生のころ、同時通訳の神様と称された國弘正雄が出演していたテレビ番組の後任として声がかかった。スタッフに前任者の國弘を紹介してもらい、初対面したところ、國弘は難解な漢語や四字熟語を多用し、鳥飼を小馬鹿にするような態度をとった。鳥飼は当惑しつつも真剣に「同時通訳を一生の仕事としたい」と語ったところ、國弘は「君もいつかは自分の歌が歌いたくなるよ」と述べた。國弘への第一印象は最悪なものであったが、駆け出しの学生に対して「神様」は意外に親切で、鳥飼を「玖美子ちゃん」と呼び、なにかと仕事をまわしてくれたという。その後、鳥飼は國弘の予言どおり「自分の歌」を歌うことになる。
2022年6月4日、『太田光のつぶやき英語』にフワちゃんがゲスト出演した際、フレンドリーなやりとりをする企画設定のもと話しかけたフワちゃんに対して手厳しく応対する様子が放映された。番組上の演出がうまく噛みあわなかったとのことで、後日、和やかな交流の様子が紹介されている。

## 役職
日本通訳翻訳学会名誉会員・元会長(2004-2010)、日本コングレス・コンベンション・ビューロー元会長(2002-2008)、日本国際文化学会顧問(2019-)、公益財団法人中央教育研究所理事。日本学術会議連携会員(2011-)。NHK放送文化賞選考委員(2017-）。

## 受賞歴
- ギャラクシー賞第13回期間選奨[77]（1970年） - 「万国博アワー」（NHK）における助手としての貢献。
- 第61回NHK放送文化賞[78]（2009年度） - 同時通訳者の草分けの一人として歴史的な出来事を数多く伝えてきた国際経験を基に長年英語番組に出演し、日本の英語教育に貢献。英語教育の研究者としても言語コミュニケーションの観点から問題提起を続ける。
- 第20回コムソフィア賞[79]（2010年） - 同時通訳者の草分けの一人として若くして国際舞台で活躍し、近年は早期英語教育への危惧と提言を展開。
- 大学英語教育学会賞 学術出版部門（2014年、共同受賞） - 共著『学習英文法を見直したい』に対して大学英語教育学会（JACET）より授賞[80][† 7]。

## 著作

### 単著
- 『こんにちは鳥飼玖美子です』ジャパンタイムズ、1971年。OCLC 672866665。
- 『玖美子のおしゃべり 英語と日本語と私』145号、実業之日本社〈実日新書〉、1973年。 NCID BN10369261。OCLC 15800041。
- 『玖美子の出会い』ジャパンタイムズ、1974年。 NCID BA31949654。
- 『英語にさようなら』実業之日本社〈実日新書〉、1976年。OCLC 673451480。
- 『イヤホンをはずしてみたら』講談社、1980年。OCLC 28924115。
- 『異文化をこえる英語 : 日本人はなぜ話せないか』丸善〈丸善ライブラリー〉、1996年。ISBN 9784621051948。OCLC 675284657。
- 『ことばが招く国際摩擦』ジャパンタイムズ、1998年。ISBN 9784789009300。OCLC 676432146。
  - 増補改題版『歴史をかえた誤訳 : 原爆投下を招いた誤訳とは!』新潮社〈新潮OH!文庫 095〉、2001年。ISBN 9784102900956。OCLC 62867466。新潮文庫、2004年
- 「〈プロ英語〉入門 : 通訳者が実践している英語練習法」『Power English CDブック』第28巻、講談社インターナショナル、2001年、ISBN 9784770028365、OCLC 676218268。 参考文献 164頁
- 『TOEFL・TOEICと日本人の英語力 : 資格主義から実力主義へ』講談社現代新書、2002年。ISBN 9784061496057。 NCID BA56469943。OCLC 674925870。
- 『危うし！ 小学校英語』文藝春秋〈文春新書〉、2006年。ISBN 9784166605095。OCLC 676640603。 参考文献: p219-223
- 『通訳者と戦後日米外交』みすず書房、2007年。ISBN 9784622073093。OCLC 676001468。 参考文献: 巻末p1-17
  - 『通訳者と戦後日米外交 新装版』みすず書房、2019年。ISBN 978-4-622-08879-0。
- 『〈英語公用語〉は何が問題か』角川書店・角川グループパブリッシング〈角川oneテーマ21新書〉、2010年。ISBN 9784047102637。OCLC 681484112。
- 『国際共通語としての英語』講談社現代新書、2011年。ISBN 9784062881043。OCLC 752019876。
- 『戦後史の中の英語と私』みすず書房、2013年。OCLC 931713057。
  - 改題『通訳者たちの見た戦後史　月面着陸から大学入試まで』新潮文庫、2021年。ISBN 978-4-10-145922-6。
- 『よくわかる翻訳通訳学』ミネルヴァ書房〈やわらかアカデミズム・「わかる」〉、2013年。ISBN 9784623067275。OCLC 864826773。
- 『英語教育論争から考える』みすず書房、2014年。ISBN 9784622078470。
- 鳥飼玖美子 (編著)『一貫連携英語教育をどう構築するか―「道具」としての英語観を超えて』東信堂、2015年。ISBN 9784798912899。OCLC 908744407。
- 『本物の英語力』講談社現代新書、2016年。ISBN 978-4-06-288353-5。 NCID BB2068298X。

あとがきでは「2011年4月に出版した『国際共通語としての英語』講談社現代新書の続編ともいえる本」
- 『英語教育の危機』筑摩書房〈ちくま新書〉、2018年。ISBN 978-4-480-07109-5。
- 『子どもの英語にどう向き合うか』NHK出版〈生活人新書〉、2018年。ISBN 978-4-14-088562-8。
- 『10代と語る英語教育 民間試験導入延期までの道のり』筑摩書房〈ちくまプリマー新書〉、2020年。ISBN 978-4-480-68384-7。
- 『異文化コミュニケーション学』岩波書店〈岩波新書〉、2021年。ISBN 978-4-14-088562-8。
- 『やっぱり英語をやりたい！』幻冬舎〈幻冬舎新書〉、2023年。ISBN 978-4344987142。

#### 児童書
- Brothers Grimm (1986年). 鳥飼玖美子. ed (英語). 白雪姫 = Snow white. 英語版「世界のメルヘン 1」. 日本英語教育協会. ISBN 9784817714770. NCID BA5304410X. OCLC 31953505
- Charles Perrault (1986年). 鳥飼玖美子. ed (英語). 赤ずきんちゃん = Little Red Riding Hood. 英語版「世界のメルヘン 2」. 日本英語教育協会. ISBN 9784817714787. NCID BA53044722. OCLC 44422131
- Hans Christian Andersen (1986年). 鳥飼玖美子. ed (英語). おやゆび姫 = Thumbelina. 英語版「世界のメルヘン 3」. 日本英語教育協会. ISBN 9784817714794. NCID BA53045259. OCLC 31955260
- Hans Christian Andersen (1987年). 鳥飼玖美子. ed (英語). 人魚姫 = The little mermaid. 英語版「世界のメルヘン 5」. 日本英語教育協会. ISBN 9784817714817. NCID BA53045565. OCLC 47788822
- Shimaoka, Takashi; Torikai, Kumiko (1990年) (英語). The little star English conversation—Coursebook. 1. Takako Handa (illustrator), Terry L. Thatcher (revision). Taipei, Taiwan: Lanbridge Press : Early Childhood Pub. ISBN 9789576342141. OCLC 401478688
- Shimaoka; Torikai (1990年) (英語). The little star English conversation—Coursebook. 2. Handa (illustrator), Terry L. Thatcher (revision). Taipei, Taiwan: Lanbridge Press : Early Childhood Pub. ISBN 9789576342165. OCLC 401478688
- Shimaoka; Torikai (1996年) (中国語). Xiao xing xing ying yu hui hua ci dian [The little star English conversation : Textbooks for foreign speakers—Juvenile]. literature. Handa Handa (illustrator). Shogakukan Inc. ISBN 9789576342011. OCLC 53214521
- 島岡丘; 鳥飼玖美子 張蓉蓓訳 (2000年) (中国語). 文橋圖解兒童英語字典 Wen qiao tu jie er tong Ying yu zi dian [Wen qiao little star english picture dictionary]. 飯田貴子 (illustrator). Taibei: 文橋出版社 (Wen qiao chu ban she). ISBN 9789576342073. OCLC 47170424

### 共著
- Ｃ・クライン、鳥飼玖美子『女性のための英会話 : エレガントで女らしい表現』評論社、1973年。 NCID BN11981736。OCLC 30766015。
- 中津燎子、鳥飼玖美子『子どもに外国語はいらない—地球時代の井戸端会議』文藝春秋、1981年。OCLC 674387375。
- 國弘正雄、鳥飼玖美子『英語で何をやる？ 変わりゆく「ことば」と「文化」を考える : 日本語で何をやる?』日本英語教育協会、1982年。OCLC 58905970。
- 宮本倫好、鳥飼玖美子『激動の現代を読む』三修社、1994年。ISBN 9784384320084。OCLC 835246155。
- 鳥飼玖美子、進藤久美子『大学英語教育の改革 東洋英和女学院大学の試み』三修社、1996年。ISBN 9784384010275。OCLC 674979655。
- 大津由紀雄、鳥飼玖美子『小学校でなぜ英語？ : 学校英語教育を考える』岩波書店〈岩波ブックレット 562〉、2002年。ISBN 9784000092623。OCLC 54737488。 参考文献 : 68-70頁
- 玉井健、鳥飼玖美子、染谷泰正、田中深雪 著、学研ホールディングス 編『はじめてのシャドーイング』鶴田知佳子、西村友美 (付随資料CD1枚 12cm)、学習研究社、2003年。ISBN 4054020402。 NCID BA64745194。
- 鳥飼玖美子 著、大津由紀雄 編『小学校英語教育』慶応義塾大学出版会、2004年。ISBN 9784766410938。OCLC 76912264。
- 『異文化コミュニケーション学への招待』鳥飼玖美子、野田研一、平賀正子、小山亘編集、みすず書房、2011年。ISBN 9784622076599。OCLC 768083319。 英語の題名 "Introduction to intercultural communication studies"
- 大津由紀雄（明海大学）、岡田伸夫（関西外国語大学）、田地野彰（京都大学）、鳥飼玖美子（立教大学） 他『学習英文法を見直したい』研究社、2012年7月。ISBN 9784327410803。 NCID BB09706257。OCLC 820812996。
- 鳥飼玖美子、苅谷夏子、苅谷剛彦『ことばの教育を問いなおす 国語・英語の現在と未来』筑摩書房〈ちくま新書〉、2019年。ISBN 978-4-480-07274-0。
- 鳥飼玖美子、齋藤孝『英語コンプレックス粉砕宣言』中央公論新社〈中公新書ラクレ〉、2020年。ISBN 978-4-12-150678-8。
- 鳥飼玖美子、斎藤兆史『迷える英語好きたちへ』集英社インターナショナル〈インターナショナル新書〉、2020年。ISBN 978-4-7976-8060-7。

### 共編
- 島岡丘、鳥飼玖美子 (監訳) 編『リトルスター英絵辞典』1 アルファベット・A-G、飯田貴子 (挿画)、小学館、1993年。ISBN 9784095108261。OCLC 674437630。
- 島岡、鳥飼 (監訳) 編『リトルスター英絵辞典』2 H-S(start)、飯田 (挿画)、小学館、1993年。ISBN 9784095108261。OCLC 674437630。
- 島岡、鳥飼 (監訳) 編『リトルスター英絵辞典』3 S(station)-Z・英語の歌、飯田 (挿画)、小学館、1993年。ISBN 9784095108261。OCLC 674437630。
- 島岡、鳥飼 (監訳) 編『リトルスター英会話辞典 = The little star English picture dictionary』飯田 (挿画)、小学館、1996年。ISBN 9784095108261。 NCID BN16087794。OCLC 674437630。
- 島岡、鳥飼 (監訳) 編『リトルスター英会話辞典 = The little star English picture dictionary』飯田 (挿画)、小学館、1996年。ISBN 9784095108216。 NCID BN16087794。OCLC 674437630。
- 鳥飼玖美子 (監修)、寺崎昌男 (監修) 著、立教学院英語教育研究会 編『英語の一貫教育へ向けて』立教学院、東信堂、2012年。ISBN 9784798901145。OCLC 783123919。
- 西山, 教行、鳥飼, 玖美子、大木, 充 編『世界と日本の小学校の英語教育 : 早期外国語教育は必要か』明石書店、2015年。ISBN 9784750342764。OCLC 944314019。

2012年9月9日開催（京都大学）の国際研究集会『年少者への言語教育の可能性—バイリンガリズムか、複言語主義か』より、講演や発表に加筆修正。その他の著者: ジャン=クロード・ベアコ (Beacco, J.-C.)、マリザ・カヴァリ (Cavalli, Marisa)、クロード・ジェルマン (Germain, Claude)、江利川春雄、アルジロ・ムチドウ (Μουμτζίδου, Αργυρώ)、長野督、ジョーン・ネッテン (Netten, Joan E. (Joan Elizabeth))、大山万容、酒井志延、塚原信行、吉村雅仁、柳美佐。
- 鳥飼玖美子、鈴木希明、綾部保志、榎本剛士 編『よくわかる英語教育学』ミネルヴァ書房、2021年。ISBN 978-4-623-09108-9。

### 翻訳
- エディス・マッコール 著、鳥飼玖美子 訳『シングルアゲイン 時にはひとりでダンスを』ディーエイチシー、1996年。ISBN 9784887240766。OCLC 674900647。
- リン・ピータース・アドラー (Lynn Peters Adler)『100年を生きる : 百歳長寿者の生活と意見』鳥飼玖美子 (監訳)、三田出版会、1997年。ISBN 9784895831987。OCLC 674748832。
- 阿部治 (監訳)、野田研一 (監訳)、鳥飼玖美子 (監訳) 著、ユネスコ 編『持続可能な未来のための学習』有斐閣 (発売)、立教大学出版会、2005年。ISBN 9784901988063。OCLC 675960718。 参考文献とインターネットのリンク : p1-2

原題 UNESCO; Griffith University (2002). Teaching and learning for a sustainable future: a multimedia teacher education programme. Paris: Unesco. OCLC 57225889
- フランツ・ポェヒハッカー (Pöchhacker, Franz)『通訳学入門 [Introducing interpreting studies]』みすず書房、2008年。ISBN 9784622074120。OCLC 252586065。 参考文献: pp.[259]-284
- Jeremy Munday 著、鳥飼玖美子、長沼美香子、水野的 訳『翻訳学入門』坪井睦子、吉田理加、山田優、河原清志、みすず書房、2009年。ISBN 9784622074557。OCLC 373154075。

原題 Munday, Jeremy (2008). Introducing translation studies : theories and applications (2 ed.). London: Routledge. OCLC 57225889 の日本語訳 参考文献: p[334]-353

### 紀要・新聞
- 「才女! 鳥飼玖美子の3つの顔」『週刊平凡』第13巻第31号、平凡出版株式会社、1971年8月、167頁。
- 鳥飼玖美子「翻訳-通訳の生む誤解」『新聞研究』日本新聞協会、1992年、36-38面。ISSN 0288-0652。
- 鳥飼玖美子「英語教育の一環としての通訳訓練」『言語』第26巻、1997年、60-66面。ISSN 0287-1696。OCLC 5174666031。
- 鳥飼玖美子（著）、通訳理論研究論集編集委員会（編）「教育訓練と評価 : 日本における通訳者教育の可能性 : 英語教育の動向をふまえて」『通訳理論研究論集 (Collected papers from Interpreting research)』、日本通訳学会、2004年、ISBN 9784990198800、OCLC 156768955。
- Torikai, Kumiko Machida (2006年). Diplomatic interpreters in post-World War II Japan : voices of the invisible presence. Southampton: University of Southampton. OCLC 500169110. 博士論文[35]; 参考文献一覧あり
- 鳥飼玖美子、村井章介（著）、日本放送協会（編）「英語・愛憎の二百年 : 海がつないだニッポン」、NHK出版、2011年、ISBN 9784141895619、OCLC 699476263。

2011年2-3月期、NHK講座のテキスト。原題 "Ogni storia è storia contemporanea"
- 鳥飼玖美子 (2011年5月). 学術の動向編集委員会. ed. “英語教育から見る日本語の将来—グローバル世界を生きる [The future of Japanese in a globalized world: from the perspective of English language education]”. 学術の動向 : SCJフォーラム. 特集 日本語の将来 (日本学術協力財団) 16 (5 <182>):  113-117. ISSN 1342-3363 2017年1月9日閲覧。.
- 金水敏; 鳥飼玖美子 (2011年5月). 学術の動向編集委員会. ed. “ディスカッション”. 学術の動向 : SCJフォーラム. 特集 日本語の将来 (日本学術協力財団) 16 (5 <182>):  118-121. ISSN 1342-3363 2017年1月9日閲覧。.
- 鳥飼玖美子 (2012年10月). “国際共通語としての英語 (上)”. 漢方研究. 第111回 日本皮膚科学会総会 イブニングセミナー18 (490):  338-342. ISSN 03856526 2017年1月9日閲覧。.
- 鳥飼玖美子 (2012年10月). “国際共通語としての英語 (下)”. 漢方研究. 第111回 日本皮膚科学会総会 イブニングセミナー18 (490):  338-342. ISSN 03856526 2017年1月9日閲覧。.
- 鳥飼玖美子 (公益財団法人 中央教育研究所評議員、立教大学特任教授) (2012年9月). “「教科書を教える」?「教科書で教える」?”. 教科書フォーラム : 中研紀要. 英語教育を考える (公益財団法人 中央教育研究所) 10:  76-78. ISSN 21877793 2017年1月9日閲覧。.
- 鳥飼玖美子（著）、人間文化研究機構国立国語研究所（編）「共通語としての英語、そして日本語」『国立国語研究所 第6回NINJALフォーラム』第6号、2013年、ISBN 9784906055319、OCLC 859541847。
- 鳥飼玖美子（著）、広田照幸 [ほか]（編）「グローバリゼーションのなかの英語教育 : 国際共通語としての英語をどう考えるか」『グローバリゼーション, 社会変動と大学』、岩波書店、2013年6月、ISBN 9784000286114、OCLC 831331765。
- 鳥飼玖美子「英語コミュニケーション能力は測れるか」『英語教育、迫り来る破綻』、ひつじ書房、2013年、ISBN 9784894766631、OCLC 852120926。 英語の題名 "Language education in danger" 英語教育政策年表 : p160-163
- 江利川春雄、斎藤兆史、鳥飼玖美子「学校英語教育は何のため?」、ひつじ書房、2014年6月、ISBN 9784894767270、OCLC 883613183。 英語の題名 "Why teach English at school?"
  - なんで英語の勉強すんの?
  - 対談 内田樹×鳥飼玖美子〈悲しき英語教育〉
- 大津由紀雄、斎藤兆史、江利川春雄、鳥飼玖美子「〈グローバル人材育成〉の英語教育を問う」、ひつじ書房、2016年10月28日、ISBN 978-4-89476-816-1、NCID BB22426765。 英語の題名 "What is global human resource development and how is it related to English language education?"